# Aliende (apellido)

## Apellido
Aliende es un apellido originario de Navarra y Álava. Muy extendido en la actualidad en la provincia de Burgos y La Rioja.

## Etimología
En euskera significa, «pastizal o campo verdeado de cereal». La palabra raíz es AIHENDI, como adaptación de esta forma originaria a la fonética castellana, que no admite -i al final de palabra más que en algunos casos muy concretos. El sufijo -di es bien conocido en euskera, y deriva de una forma más arcaica -doi (variante -dui), todavía superviviente en la toponimia vizcaino-alavesa y de ella se derivan los apellidos Allende, Aliende y Alliende.
Aihendui/Allendui: Nombre de barrio en la localidad de Bedia en Bizkaia. La palabra Aihen significa brote o pámpano y  se utiliza para clasificar distintas plantas o alimentos como: 
- Aihena: pámpano, brote tierno.
- Porru-aihena: pámpano de puerro.
- Berakatz aihena: pámpano de ajo.
- Aihendu: brotar un pámpano.
- Mahats-aihena: pámpano de vid.
- Aihenzuri: correhuela mayor.
- Aihenbaltz: correhuela menor.
- Aihenluze: enredadera.
- Aihenbelar: enredadera.
- Aihenezker: virgaza.

La terminación en -di (o -dui) es utilizada para marcar una zona con una agrupación o acumulación con el tipo de planta:
- Aihendi: Pastizal o campo verdeado de cereal.

## Heráldica
Escudo de armas: «en campo de sinople, una espiga de oro, granada».